# Vulcanodontidae
Famille
Genres de rang inférieur
- † Barapasaurus
- † Spinophorosaurus
- † Tazoudasaurus
- † Vulcanodon
- † Zizhongosaurus

Synonymes
- † Barapasauridae, Hunt et al., 1995

Les Vulcanodontidae sont une famille des sauropodes, créée par Michael Cooper (d) en 1984 pour abriter le genre Vulcanodon et tous ses parents les plus proches. Sa validité est contestée.
Cette famille regroupait certains des premiers spécimens connus de sauropodes. Ils vivaient au Jurassique inférieur il y a 180 millions d'années environ. Actuellement, on les connait grâce à des ossements découverts au Maroc et au Zimbabwe, et quelques-uns comme Barapasaurus et Zizhongosaurus qui ont été découverts en Inde et en Chine. Barapasaurus faisait partie autrefois de la famille des Barapasauridae, mais en 1995, Hunt et al. ont publié l’opinion que Barapasauridae est synonyme de Vulcanodontidae.
La famille des Vulcanodontidae, que Ronan Allain et ses collègues ont tenté de réhabiliter en 2008, est considérée depuis comme invalide car paraphylétique,.

## Description
Les Vulcanodontidae sont des sauropodes basaux qui ont des vertèbres solides, des jambes en forme de piliers et un sacrum étroit. Certaines caractéristiques du squelette, tel le pubis, sont anatomiquement plus avancées que celles des sauropodes plus grands qui apparaîtront plus tard, comme les Diplodocidae. C'est un bon exemple de ce qu'on appelle l'évolution en mosaïque.

## Étymologie
Le mot « Vulcanodontidae » est un dérivé du latin « vulcanus » (dieu romain du feu), du grec « odon » (dent) et du grec « idae » (famille). Il est ancré par Vulcanodon, qui signifie « dent de volcan », ainsi nommé à cause de quelques dents trouvées dans des sédiments en sandwich entre deux coulées de lave. Sauf que nous savons maintenant que ces dents n'appartenaient pas au genre Vulcanodon.

## Classification
En 2008, un clade nommé Gravisauria a été créé par Allain et Aquesbi pour accueillir les Vulcanodontidae et des Eusauropoda. Le nom « Gravisauria » signifie « lézard lourd ».
|  | Tazoudasaurus    |
|  |                  |
|  | Spinophorosaurus |
|  |                  |

|  | Zizhongosaurus                 |
|  |                                |
|  | \| \| Barapasaurus \| \| \| \| |
|  |                                |
|  | Barapasaurus                   |
|  |                                |

|  | Barapasaurus |
|  |              |

|  | Tazoudasaurus    |
|  |                  |
|  | Spinophorosaurus |
|  |                  |

|  | Zizhongosaurus                 |
|  |                                |
|  | \| \| Barapasaurus \| \| \| \| |
|  |                                |
|  | Barapasaurus                   |
|  |                                |

|  | Barapasaurus |
|  |              |

|  | Eusauropoda |
|  |             |

|  | Tazoudasaurus    |
|  |                  |
|  | Spinophorosaurus |
|  |                  |

|  | Zizhongosaurus                 |
|  |                                |
|  | \| \| Barapasaurus \| \| \| \| |
|  |                                |
|  | Barapasaurus                   |
|  |                                |

|  | Barapasaurus |
|  |              |

|  | Tazoudasaurus    |
|  |                  |
|  | Spinophorosaurus |
|  |                  |

|  | Zizhongosaurus                 |
|  |                                |
|  | \| \| Barapasaurus \| \| \| \| |
|  |                                |
|  | Barapasaurus                   |
|  |                                |

|  | Barapasaurus |
|  |              |

|  | Eusauropoda |
|  |             |